# Vila Ferdinanda Přibyla
Vila Ferdinanda Přibyla je vila, kterou postavil majitel nedaleké přádelny bavlny ve slánské místní části Kvíček. Stavba čp. 37 v ulici K. H. Borovského stojí na pozemku parcelní číslo st. 74 vznikla přestavbou staršího objektu a je obklopena rozsáhlým parkem. Vila je místními obyvateli nazývána rovněž Zámeček u Benaru nebo Slánská Hluboká. S účinností od 22. listopadu 2018 je vila s oplocením, branami a částí parku prohlášena za kulturní památku.

## Historie
V roce 1918 koupil Ferdinand Přibyl, majitel mechanické tkalcovny v Krčíně u Nového Města nad Metují, slánskou přádelnu bavlny od dědiců jejího zakladatele, Honoré de Lisera (1835–1914). Součástí areálu byl rovněž dům, ve kterém se nacházely hospodářské a správní kanceláře a v patře i obytné místnosti. Nový majitel přikoupil další přilehlé parcely a nechal dům přestavět na vlastní rezidenci. Stavební úpravy začaly pravděpodobně ve třicátých letech a byly dokončeny v roce 1940. Novou podobu domu navrhl slánský stavitel Vilibald Hieke.
Vila s parkem byla původně od vlastního areálu přádelny oddělena jednoduchým plotem, jehož zbytky jsou stále patrné.
U domu byl postaven dům správce. Přilehlý park byl doplněn řadou zahradních staveb a doplňků, jako byly pergoly, fontánky se sochami, mosty, alpinárium či asijský kout. Z těchto parkových doplňků se dochovaly pouze zlomky, park je neudržovaný. Celý areál je ohraničen zdí, brány a branky byly opatřeny monogramem majitele FP.

## Popis
Vila má velmi nepravidelný půdorys. Je dvoupodlažní s obytným podkrovím. Zbudována je v historizujícím stylu a připomíná britská venkovská sídla.